# 小行星210292
小行星210292（210292 Mayongsheng），天文學臨時編號2007 TW79，是一個位於主小行星带的小行星，於2007年10月6日由中国科学院紫金山天文台于盱眙观测站发现。
該小行星以以中国沉积学家马永生命名。